# Hisham Altalib
Hisham Altalib (geb. 1940 in Mosul, Ninawa, Königreich Irak) bzw. Hisham Yahya Al-Talib (auch in anderen Schreibungen) ist eine insbesondere aus dem sich als Denkfabrik der Muslimbrüder verstehenden International Institute of Islamic Thought (IIIT) bei Washington, D.C. von den USA aus international wirkende US-amerikanische Persönlichkeit des Islams irakischer Herkunft.

## Leben und Wirken
Hisham Altalib wurde in der irakischen Stadt Mossul geboren. Er erwarb einen B.Sc. in Elektrotechnik von der Liverpool University (1962) und einen Ph.D. im gleichen Fach von der Purdue University in Lafayette, Indiana, USA (1974). Während seiner beruflichen Tätigkeit als Elektroingenieur wurde er für den Islam in Nordamerika aktiv. Zu den von ihm in verschiedenen islamischen Organisationen ausgeübten Ämtern zählen die des Vollzeit-Direktors des Leadership Training Department der Muslim Students Association of the United States and Canada (MSA) (1975–1977) und des Generalsekretärs der International Islamic Federation of Student Organizations (IIFSO) 1976. Er hat viele Trainingscamps und Seminare in Amerika und im Ausland geleitet. Er ist Gründungsmitglied und Direktor der SAAR Foundation (1983–1995) sowie Gründungsmitglied des International Institute of Islamic Thought (IIIT; Internationales Institut für Islamisches Gedankengut) im Jahr 1981. Zu seinen ausgeübten Funktionen zählt insbesondere die des langjährigen Finanzdirektors des IIIT.
Vom Council on American-Islamic Relations (CAIR; Rat für amerikanisch-islamische Beziehungen) wurde er 2015 für sein Lebenswerk ausgezeichnet.

## Publikationen (Auswahl)
- The Da’wah Covenant of Honor

- Hisham Yahya Al Talib: Training Guide for Islamic Workers, International Institute of Islamic Thought, 1991 (International Islamic Federation of Student Organizations) (Inhaltsübersicht; Online) (in verschiedene Sprachen übersetzt)

- Hisham Altalib, AbdulHamid A. AbuSulayman und  Omar Altalib: Parent-Child Relations: A Guide to Raising Children. 2013 (Online-Teilansicht; Buchhandelslink)

- Hisham Altalib, AbdulHamid AbuSulayman, Omar Altalib: Sex and Sex Education: What Do We Tell Our Children? 2014 (Online-Teilansicht)